# Jozef Magé
Jozef Magé, né le 22 septembre 1905 à Hoboken et décédé le 7 mars 1972 fut un homme politique belge, membre du parti ouvrier belge, ensuite du PSB. 
Il fut élu sénateur provincial de la province d'Anvers (1958-1972).

## Sources
- bio sur site parlement flamand